# Friedrich Genelli
Friedrich Genelli (* 1765 in Kopenhagen; † 1793 in Konstantinopel) war ein deutscher Zeichner und Kupferstecher.

## Leben
Friedrich Genelli war der dritte Sohn des Seidenstickers Joseph Genelli. Seine älteren Brüder waren Janus und Hans Christian. 1767 zog er mit der Familie nach Wien und 1774 nach Berlin. Ab 1785 studierte er mehrere Jahre in Rom. Nachdem er nach Berlin zurückgekehrt war, arbeitete er als Zeichner und Kupferstecher. Daneben war er als Illustrator tätig. Ebenso wie bei seinen älteren Brüdern, waren seine bevorzugten Themen Stadtansichten und Landschaften. An Ausstellungen beteiligte er sich gelegentlich. So auch 1788/89 an der Ausstellung der Berliner Akademie der Künste mit Landschaftszeichnungen sowie mit Kupferstichen „zum Wandel der Landschaft in den vier Jahreszeiten“. Der General Graf von Schmettau empfahl dem in Angelegenheiten des preußischen Hofes nach Konstantinopel reisenden Oberst von Götze, Friedrich Genelli als Reisezeichner mitzunehmen. 1792 erfolgte die Abreise. 1793 erschoss sich Friedrich in Konstantinopel.

Werkbeispiele
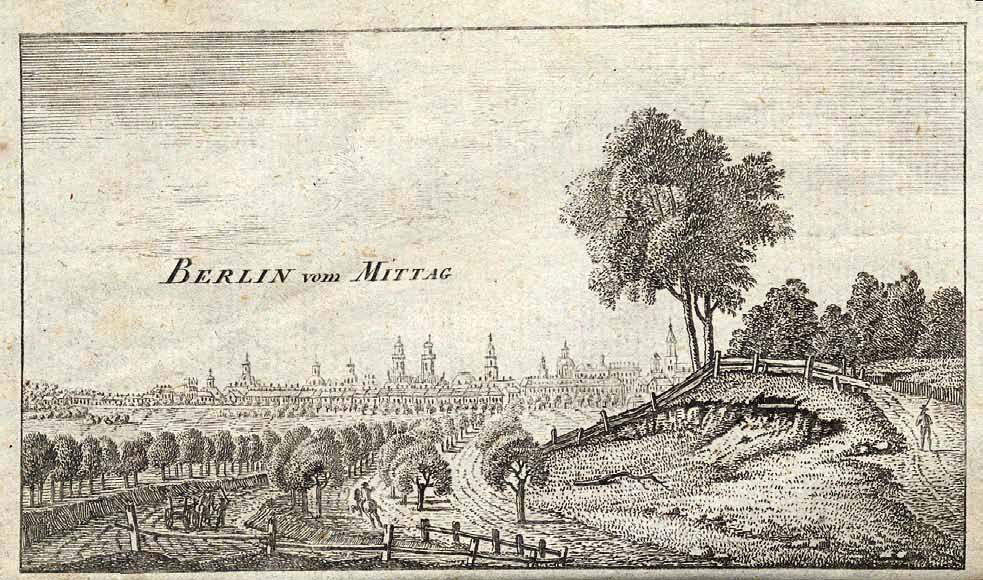
Kupferstich „Berlin vom Mittag“ von 1791
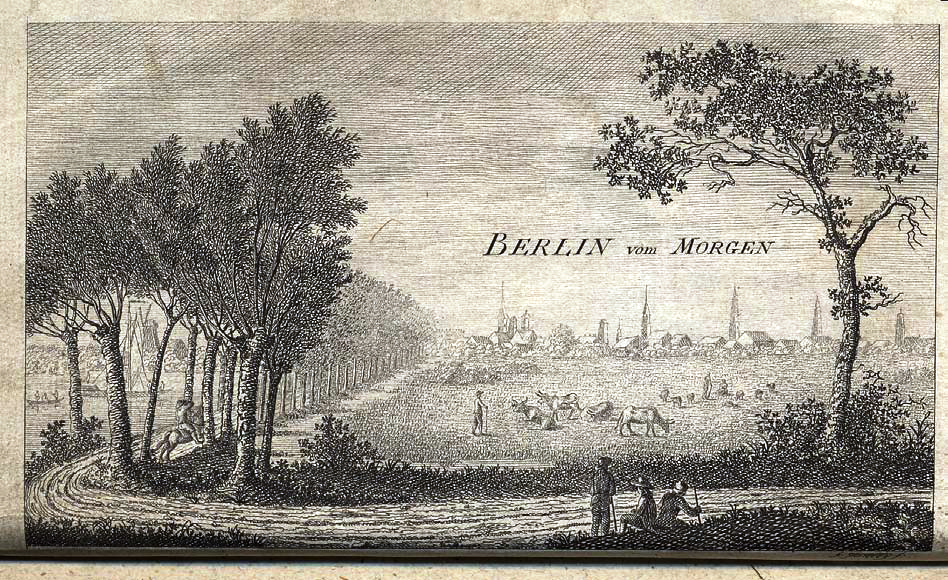
Kupferstich „Berlin vom Morgen“ von 1795